# Rolled Gold+: The Very Best of the Rolling Stones
Rolled Gold+: The Very Best of the Rolling Stones är ett dubbelt samlingsalbum av The Rolling Stones från 1963 till 1969. Albumet släpptes ursprungligen 15 november 1975 på Decca Records och nådde #7 på brittiska albumlistan. En utökad återutgåva släpptes den 12 november 2007.

## Låtlista
Alla låtar är skrivna Mick Jagger och Keith Richards där inget annat namn anges.

### CD 1
1. "Come On" (Berry)
2. "I Wanna Be Your Man" (Lennon/McCartney)
3. "Not Fade Away" (Petty/Hardin)
4. "Carol" (Berry)
5. "It's All Over Now" (Bobby Womack/Shirley Womack)
6. "Little Red Rooster" (Willie Dixon)
7. "Time Is on My Side" (Norman Meade)
8. "The Last Time"
9. "(I Can't Get No) Satisfaction"

### CD 2
1. "Get Off of My Cloud"
2. "19th Nervous Breakdown"
3. "As Tears Go By" (Jagger/Richards/Andrew Loog Oldham)
4. "Under My Thumb"
5. "Lady Jane"
6. "Out of Time"
7. "Paint It Black

### CD 3
1. "Have You Seen Your Mother Baby, Standing in the Shadow?"
2. "Let's Spend the Night Together
3. "Ruby Tuesday"
4. "Yesterday's Papers"
5. "We Love You"
6. "She's a Rainbow"
7. "Jumpin' Jack Flash

### CD 4
1. "Honky Tonk Women"
2. "Sympathy for the Devil"
3. "Street Fighting Man"
4. "Midnight Rambler"
5. "Gimme Shelter"